# Chen Sicheng
Chen Sicheng (陈思诚, 22 février 1978) est un acteur, réalisateur et scénariste chinois. Diplômé de l'Académie centrale d'art dramatique de Pékin, il est connu pour avoir tenu les rôles principaux dans les films A Young Prisoner's Revenge et Nuits d'ivresse printanière, ainsi que dans la série télévisée Soldiers Sortie (en). En tant que réalisateur, Chen est connu pour le succès télévisuel Beijing Love Story (en) et sa suite au cinéma, ainsi que pour la série de comédies à grands succès Detective Chinatown,,.
Il se marie avec l'actrice Tong Liya (en) le 16 janvier 2014,.

## Filmographie

### Cinéma
| Année | Titre international                | Titre chinois   | Rôle         | Notes                               |
| ----- | ---------------------------------- | --------------- | ------------ | ----------------------------------- |
| 2001  | A Young Prisoner's Revenge         | 法官妈妈        | Zhang Shuai  |                                     |
| 2004  | N/A                                | 花山情          | Li Yue       |                                     |
| 2005  | Peach Blossoming                   | 桃花灿烂        | Yi Wen       |                                     |
| 2008  | The New Guard Under Neon Lights    | 霓虹灯下新哨兵  | Lin Mengmeng |                                     |
| 2009  | Nuits d'ivresse printanière        | 春风沉醉的夜晚  | Luo Haitao   |                                     |
| 2010  | Seven Arhat                        | 七小罗汉        | Jiu Wenlong  |                                     |
| 2011  | The Man Behind the Courtyard House | 守望者:罪恶迷途 | Zhou Dong    |                                     |
| 2012  | Tai Chi 0                          | 太极1从零开始   | Chen Gengyun |                                     |
| 2012  | Tai Chi Hero (en)                  | 太极2英雄崛起   | Chen Gengyun |                                     |
| 2013  | Silent Witness (en)                | 全民目击        |              | Caméo                               |
| 2013  | Bump In The Road                   | 一路顺疯        | Zhang Kai    |                                     |
| 2013  | Inferno                            | 逃出生天        | Li Jian      |                                     |
| 2013  | A Chilling Cosplay (en)            | 制服            | Chen Ansheng |                                     |
| 2014  | Beijing Love Story (en)            | 北京爱情故事    | Chen Feng    | également réalisateur et scénariste |
| 2015  | Jian Bing Man (en)                 | 煎饼侠          |              | Caméo                               |
| 2015  | Detective Chinatown                | 唐人街探案      | N/A          | Réalisateur et scénariste           |
| 2018  | Detective Chinatown 2              | 唐人街探案2     | N/A          | Réalisateur et scénariste           |

### Télévision
| Année | Titre international           | Titre chinois      | Rôle           | Notes                               |
| ----- | ----------------------------- | ------------------ | -------------- | ----------------------------------- |
| 2001  | N/A                           | 红与黑2000         | Yu Jie         |                                     |
| 2002  | N/A                           | 武圣关羽出解梁     | Guan Yu        |                                     |
| 2003  | Beach                         | 海滩               | Xiao Wei       |                                     |
| 2003  | N/A                           | 热血忠魂之独行侍卫 | Ming Shenzong  |                                     |
| 2004  | Running Out of Time           | 暗战               | Lu Xiaohu      |                                     |
| 2005  | N/A                           | 民工               | Ju Shuangyuan  |                                     |
| 2006  | N/A                           | 石破天惊           | Qi Dongping    |                                     |
| 2006  | Soldiers Sortie (en)          | 士兵突击           | Cheng Cai      |                                     |
| 2007  | Eat Drink Man Woman           | 饮食男女           | Xiao Zhou      |                                     |
| 2007  | N/A                           | 红旗渠的儿女们     | Jin Jiasheng   |                                     |
| 2007  | Wang Zhaojun                  | 王昭君             | Wang Dun (en)  |                                     |
| 2008  | N/A                           | 牵动我心           | Su Zhao        |                                     |
| 2008  | N/A                           | 狭路相逢           | Huang Tao      |                                     |
| 2008  | Love is a Blessed Bullet      | 爱是一颗幸福的子弹 | Lei Zhiming    |                                     |
| 2009  | My Chief and My Regiment (en) | 我的团长我的团     | Mi Qi          |                                     |
| 2009  | Roses of 50                   | 五十玫瑰           | Cao Xiaoning   |                                     |
| 2010  | Pretty Maid                   | 大丫鬟             | Xiao Qingyu    |                                     |
| 2010  | One Plum Blossom              | 新一剪梅           | Liang Yongjing |                                     |
| 2010  | Destiny                       | 命运               | Feng Ning      |                                     |
| 2011  | Olive Tree                    | 橄榄树             | Feng Guodong   |                                     |
| 2012  | Beijing Love Story (en)       | 北京爱情故事       | Cheng Feng     | également réalisateur et scénariste |
| 2013  | N/A                           | 宝贝计划           | Lin Xiaodong   |                                     |
| 2013  | The Sweet Burden              | 小儿难养           | Jiang Xin      |                                     |
| 2013  | Mu Lan                        | 巾帼大将军         | Yang Jun       |                                     |
| 2014  | N/A                           | 战神               | Long Dagu      |                                     |
| 2015  | Running After the Love        | 大猫儿追爱记       | Lin Mangmang   |                                     |
| 2017  | Blue Sea Ambition             | 碧海雄心           | Chen Yinuo     |                                     |
| 2018  | Great Expectations (en)       | 远大前程           | Hong Sanyuan   | également scénariste et producteur, |

## Prix et nominations
| Année | Prix                                                        | Catégorie                    | Travail nommé              | Issue      | Ref.   |
| ----- | ----------------------------------------------------------- | ---------------------------- | -------------------------- | ---------- | ------ |
| 2002  | 9e cérémonie du Festival du film étudiant de Pékin (en)     | Meilleur nouvel arrivant     | A Young Prisoner's Revenge | Nomination |        |
| 2002  | 8e cérémonie des Huabiao Awards                             | Meilleur nouvel acteur       | A Young Prisoner's Revenge | Nomination |        |
| 2002  | 25e cérémonie des Prix des Cent Fleurs                      | Meilleur acteur              | A Young Prisoner's Revenge | Nomination |        |
| 2014  | 21e cérémonie du Festival du film étudiant de Pékin (en)    | Meilleur premier film        | Beijing Love Story (en)    | Lauréat    | [ 9 ]  |
| 2014  | 12e cérémonie du Festival du film de Changchun              | Meilleur nouveau réalisateur | Beijing Love Story (en)    | Lauréat    | [ 10 ] |
| 2016  | 23e cérémonie du Festival du film étudiant de Pékin (en)    | Meilleur réalisateur         | Detective Chinatown        | Nomination |        |
| 2016  | 23e cérémonie du Festival du film étudiant de Pékin (en)    | Meilleur scénariste          | Detective Chinatown        | Lauréat    |        |
| 2016  | 19e cérémonie du Festival international du film de Shanghai | Meilleur scénariste          | Detective Chinatown        | Nomination |        |
| 2016  | 24e cérémonie des Shanghai Film Critics Awards (en)         | Meilleur nouveau réalisateur | Detective Chinatown        | Nomination |        |
| 2016  | 7e cérémonie des China Film Director's Guild Awards (en)    | Meilleur jeune réalisateur   | Detective Chinatown        | Nomination |        |